# Cruisen

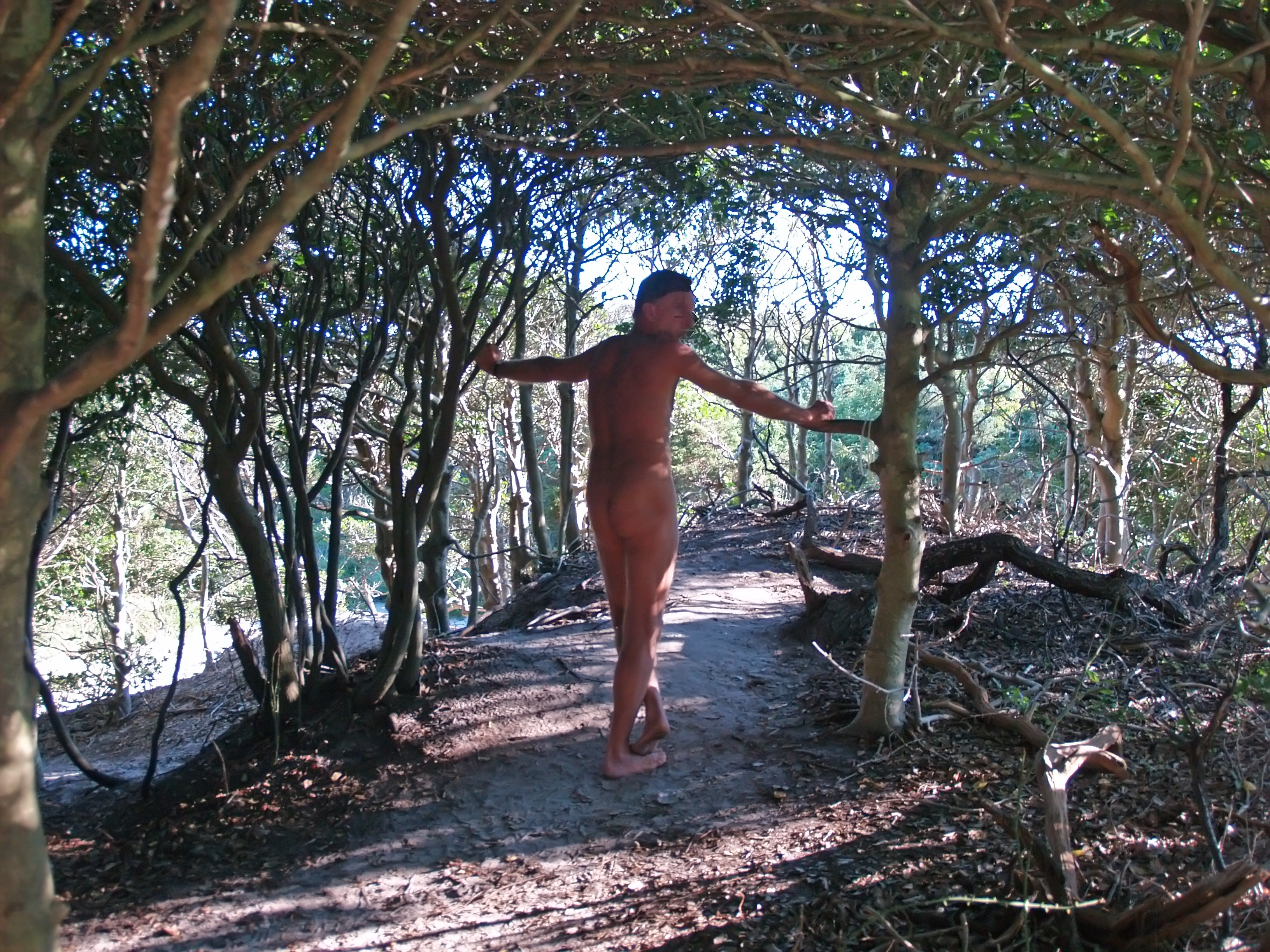
Een man op zoek naar seks op Fire Island Pines in New York

Cruisen is het zoeken van vluchtige seksuele contacten in de buitenlucht. Het woord is ontleend aan de Engelse term cruising (for sex). Hoewel het woord vooral gangbaar is in de homoscene, wordt de term cruisen ook gebruikt voor heteroseksuelen.

## Verschijningsvormen
Het cruisen vindt meestal plaats in de openbare ruimte waar homo- en biseksuele mannen op zoek gaan naar onderling seksuele contacten. Een dergelijke locatie wordt een baan of heren-, gay of homo-ontmoetingsplaats (HOP) genoemd. Het kan echter ook plaatsvinden in een homosauna of de darkroom van een homobar of -club.
Cruisen begint met het schijnbaar doelloos rondhangen, rondlopen of rondrijden op bepaalde locaties, waarbij meestal via oogcontact een wederzijds interesse kenbaar gemaakt kan worden, wat dan eindigt in doorgaans ter plaatse uitgevoerde homoseksuele handelingen.
Aanvankelijk vond het cruisen vooral plaats in parken, plantsoenen, (drukke) straten en pleinen, alsmede bij en in urinoirs en openbare toiletten. Door de toenemende mobiliteit kwamen daar stations, natuurgebieden, afgelegen stranden, parkeerplaatsen en verzorgingsplaatsen langs snelwegen bij.
Een virtuele manier van cruisen is mogelijk geworden door de opkomst van op homoseksuelen gerichte datingwebsites als Gaydar en PlanetRomeo en datingapps als Grindr.
Het komt ook voor dat mannen in reguliere sportscholen cruisen, al blijft dat doorgaans beperkt tot aanrakingen en masturbatie. In 2023 gingen meerdere sportscholen in Amsterdam er toe over om dergelijke activiteiten tegen te gaan.

## Geschiedenis

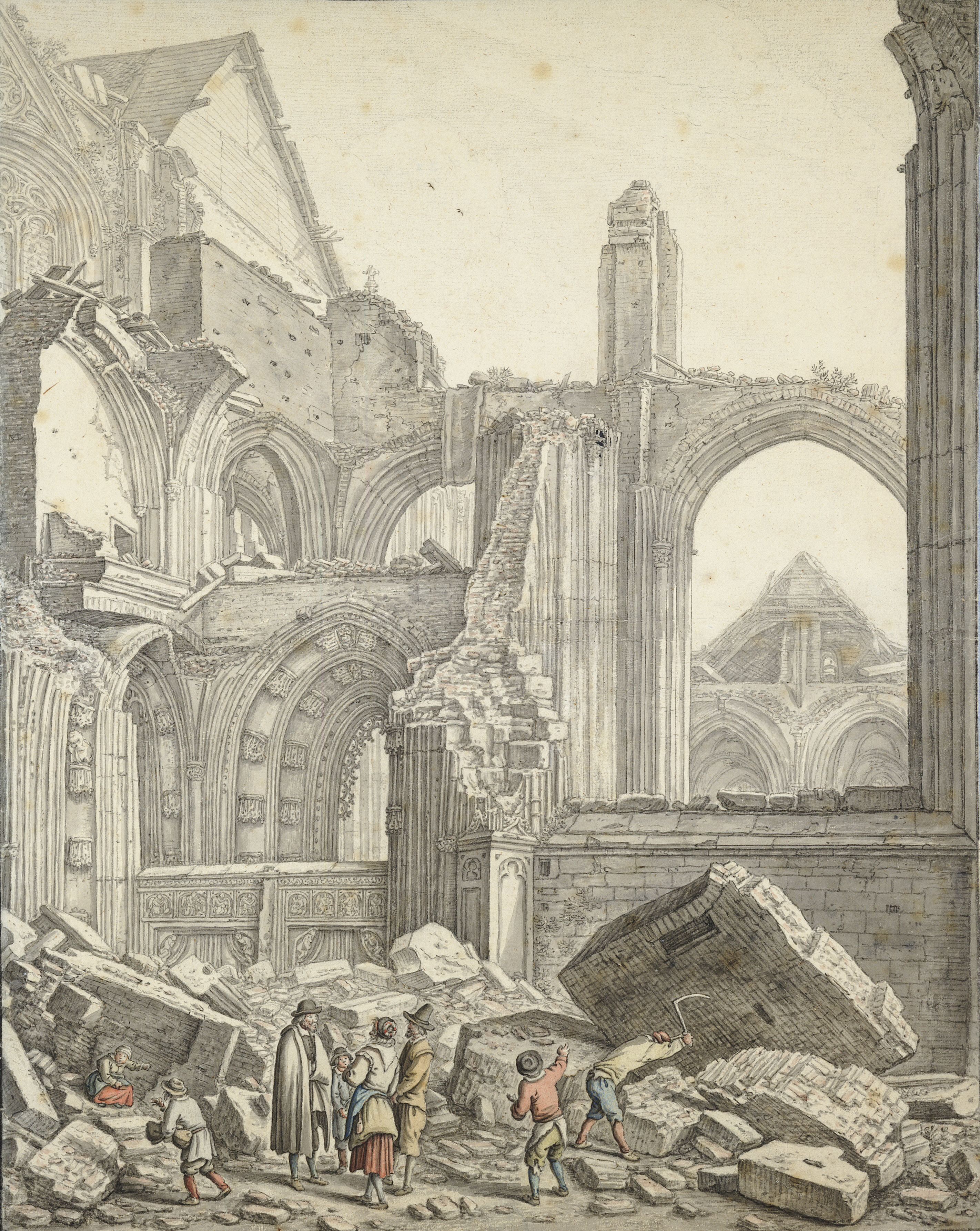
De ruïnes van het schip van de Dom van Utrecht in 1674.

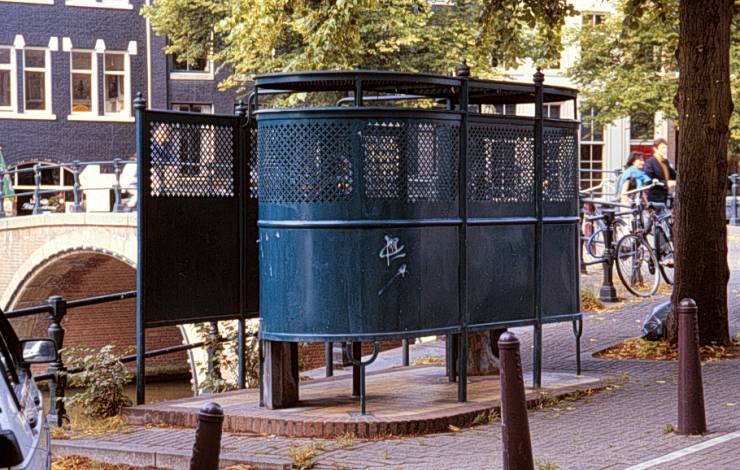
Dubbele krul met afdak in Amsterdam.

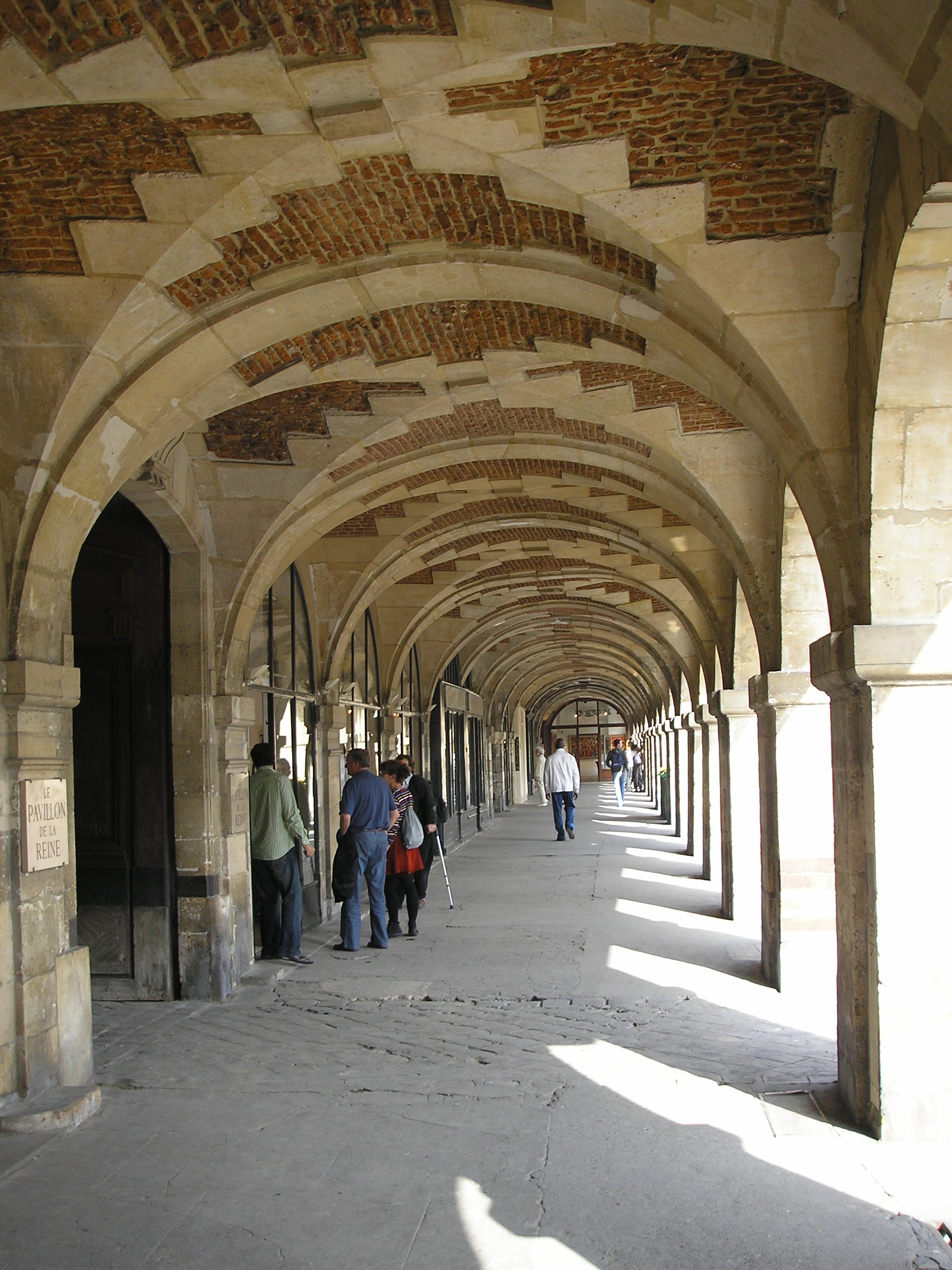
Gaanderij langs de Place Royale in Parijs.

Het Engelse woord cruising én het Nederlandse woord 'baan' voor de plaats waar naar seksuele contacten worden gezocht, zouden beide ontleend zijn aan het 18e-eeuwse Nederlandse woord 'cruysbaan'. Dit zou op zijn beurt afgeleid zijn van "kruyssen", wat stond voor de methodes waarmee vrouwelijke prostituees hun klanten probeerden te verleiden, namelijk net als zeilschepen die zigzaggend tegen de wind in kruisen. Later werd de term toegepast op het onderling versieren van homoseksuele mannen. De daartoe gebruikte herkenningstekens en handelingen vormden een begin van de homoseksuele subcultuur.

### Nederland
In de stad Utrecht zochten sodomieten begin 18e eeuw seksuele contacten op de stadswallen en in en om de Domtoren waar de ruïnes van het ingestorte schip van de Domkerk dienstdeden als ontmoetingsplaats. Het verhaal wil dat vooral Franse en Italiaanse diplomaten, die rond 1713 voor de Vrede van Utrecht in de stad waren, de herenliefde waren toegedaan en dezen zouden de plek berucht hebben gemaakt. In Haarlem fungeerde de Haarlemmerhout en in Leiden het Rapenburg als kruisbaan, terwijl in Rotterdam en Den Haag homoseksuele mannen elkaar op de openbare secreten troffen en in Den Haag ook in de omgeving van de Hofvijver en op het Lange Voorhout. In de eerste helft van de 20e eeuw fungeerde in Den Haag ook de Passage als plek waar homomannen contact konden maken.
In de eerste helft van de 20e eeuw werd in deze en andere Nederlandse steden gecruisd in en rond de openbare urinoirs, in parken en plantsoenen, maar ook wel in bioscopen en zwembaden. De zedenpolitie trachtte deze locaties naar vermogen te controleren en de bezoekers zo nodig te registreren en te arresteren wegens overtreding van art. 248 bis dan wel openbare schennis van de eerbaarheid.
In Amsterdam werden de vaak onder bruggen gelegen openbare secreten gebruikt om te 'kruysen', net als de galerij van het stadhuis op de Dam. Vanaf het midden van de 19e eeuw kwamen daar de op initiatief van Samuel Sarphati geplaatste urinoirs bij, die vanaf 1869 vervangen werden door krulvormige gietijzeren urinoirs, de zogeheten "krullen". Veel van de door homo's gebruikte urinoirs hadden kenmerkende bijnamen, zoals "De Tweeling" bij het vroegere Telegraaf-gebouw en "Delfts Blauw" voor het urinoir onder de Munttoren. Waren er in 1980 nog zo'n 40 krullen die voor het cruisen werden gebruikt, eind jaren 90 was dit gebruik zo goed als verdwenen.
Ook in de Amsterdamse parken werd en wordt gecruist: al in de 19e eeuw in het Muiderbosje en in het Vondelpark, waar met name het rosarium een bekende en drukbezochte cruiseplek is. In het Sarphatipark, het Oosterpark en het Westerpark komen homo's eveneens 's nachts cruisen. In 1982 werd de politie opgedragen om hen te beschermen tegen antihomoseksueel geweld, maar sinds 2002 probeerde de overheid het cruisen in de openbare ruimte te ontmoedigen.

### Engeland
In Engeland fungeerde in de 18e eeuw publieke secreten, brede wegen en lanen, parken en open velden als plekken om te cruisen, wat destijds werd aangeduid met de term caterwauling - gedrag zoals een krolse kater. In Londen waren in die tijd de arcades van de Royal Exchange en Covent Garden en het uitgaansgebied rond Drury Lane populaire plekken om homoseksuele contacten te leggen. Anders dan vrouwelijke prostituees gingen homomannen ook naar open velden, zoals Moorfields ten noorden van de Londense stadsmuur. Het pad door deze velden stond bekend als de Sodomites’ Walk. Hier probeerden homoseksuele mannen onderling contacten te leggen, maar bijvoorbeeld in Bird Cage Alley of St. James's Park pikten ze ook wel gewillige heteroseksuele soldaten uit een nabij gelegen kazerne op.

### Frankrijk
In Parijs waren er in het begin van de 18e eeuw meerdere kruisbanen en ontmoetten sodomieten elkaar in de tuinen van de Tuilerieën en de Jardin du Luxembourg, alsmede onder de gaanderijen van de Place Royale. Daar, en bij bepaalde cabarets, zette de Parijse politie provocateurs in om de sodomieten op heterdaad te kunnen betrappen en te arresteren. Op deze wijze wist de politie in 1725 een dossier aan te leggen van 113 homoseksuele mannen, inclusief hun bijnamen en onderlinge seksuele relaties.